# Calvisia torquata
Calvisia torquata är en insektsart som först beskrevs av Bates 1865.  Calvisia torquata ingår i släktet Calvisia och familjen Diapheromeridae. Inga underarter finns listade.